# Świerczek (Mazovie)
Pour les articles homonymes, voir Świerczek.
Świerczek [ˈɕfjɛrt͡ʂɛk] est un village polonais, dans le Powiat de Szydłowiec et dans la voïvodie de Mazovie dans le centre-est de la Pologne.
Sa population compte 328 habitants en 2006.